# Textricella pusilla
Textricella pusilla är en spindelart som beskrevs av Forster 1959. Textricella pusilla ingår i släktet Textricella och familjen Micropholcommatidae. Inga underarter finns listade i Catalogue of Life.